# Стругурень
Стругурень, Стругурені (рум. Strugureni) — село у повіті Бистриця-Несеуд в Румунії. Входить до складу комуни Кіокіш.
Село розташоване на відстані 318 км на північний захід від Бухареста, 28 км на південний захід від Бистриці, 51 км на північний схід від Клуж-Напоки.

## Населення
За даними перепису населення 2002 року у селі проживала 241 особа.
Національний склад населення села:
| Національність | Кількість осіб | Відсоток |
| -------------- | -------------- | -------- |
| угорці         | 228            | 94,6%    |
| румуни         | 13             | 5,4%     |

Рідною мовою назвали:
| Мова      | Кількість осіб | Відсоток |
| --------- | -------------- | -------- |
| угорська  | 228            | 94,6%    |
| румунська | 13             | 5,4%     |